# SCポツダム (バレーボール)

クラブのロゴマーク

SC ポツダム（Sportclub Potsdam）はドイツのブランデンブルク州ポツダムを本拠地とするスポーツクラブであり、2024/25シーズンはドイツブンデスリーガに所属している。

## 歴史
1996年設立。2008/09シーズンまではブンデスリーガ2部に所属していた。2009/10シーズンよりブンデスリーガ1部に昇格を果たした。初年度と2010/11シーズンはともに14チーム中10位でリーグを終えた。その後、各国から有力な選手を獲得し、2011/12シーズンはイタリア人監督のAlberto Salomoniが就任。2012/13シーズンのリーグ8位、2013/14シーズンのリーグで6位と着実にステップアップを図ることになった。2016/17シーズンはブンデスリーガ5位、ドイツカップで3位と前進した。2018年、スペイン人のGuillermo Naranjo Hernándezを招聘し、2018/19シーズンのブンデスリーガでは3位の好成績を残した。2021/22シーズンには過去最高のブンデスリーガで準優勝、ドイツカップで3位の成績となった。2022/23シーズンにはアリアンツ MTV シュトゥットガルトとのスーパーカップで勝利した。2023/24シーズンのブンデスリーガは3位でリーグを終えた。

## 主な成績
- ドイツブンデスリーガ：準優勝 - 2022年、2023年

　　　　　　　　　　　　3位 - 2019年、2024年
- ドイツカップ：準優勝 - 2023年

　　　　　　　　3位 - 2022年

## 登録選手
2024-25年シーズンの登録選手は次の通り。
| 背番号 | 名前              | ポジション           | 身長 | 備考       |
| ------ | ----------------- | -------------------- | ---- | ---------- |
| 2      | Leni Kirchhoff    | リベロ               | 1.70 |            |
| 3      | Danielle Harbin   | オポジット           | 1.85 | キャプテン |
| 4      | Jenna Ewert       | セッター             | 1.78 |            |
| 6      | Eleanor Holthaus  | アウトサイドヒッター | 1.85 |            |
| 7      | Alina Nasin       | ミドルブロッカー     | 1.92 |            |
| 8      | Michelle Bachmann | アウトサイドヒッター | 1.84 |            |
| 9      | Anna Koulberg     | ミドルブロッカー     | 1.87 |            |
| 10     | 馬場ゆりか        | リベロ               | 1.64 |            |
| 14     | Sabrina Starks    | ミドルブロッカー     | 1.88 |            |
| 18     | Andrea Tišma      | セッター             | 1.88 |            |
| 24     | Jade Cholet       | アウトサイドヒッター | 1.82 |            |

## 主な歴代所属選手
| - カティ・ラツバイト - ザスキア・ヒッペ - ラウラ・エモンツ - リザ・グリュンディング - アントニア・シュタウツ - ウィープケ・ジルゲ - キンバリー・ドレフニオク - アナスタシア・チェクラエフ - ジャスティン・ウォン＝オランテス - アナ・チエミ・タカギ - ジェシカ・リベロ - ラケル・ラザロ - タチアナ・ボーカン - シルバナ・チャウシェバ - サラ・ファンアーレン - フロリーン・レーシンク - ヘステル・ヤスペル | - マリナ・カティッチ - ニコリナ・イェリッチ - ベルナルダ・チュトゥク - アデラ・ヘリッチ - マルタ・ドルパ - マーヤ・サビッチ - アレクサンドラ・イェグディッチ - グレタ・キッシュ - アネット・ネメス - ニコラ・ラドソバ - コンスタンティナ・ヴラハキ - ロディカ・ブテレス - スヴィ・コッコネン - カイラ・リッチー - ロスランディ・アコスタ - ルシア・フレスコ - ブリタニー・アベルクロンビエ |